# Municipio de Adams (condado de Darke)
El municipio de Adams (en inglés: Adams Township) es un municipio ubicado en el condado de Darke en el estado estadounidense de Ohio. En el año 2010 tenía una población de 3441 habitantes y una densidad poblacional de 35,42 personas por km².

## Geografía
El municipio de Adams se encuentra ubicado en las coordenadas 40°7′49″N 84°29′21″O / 40.13028, -84.48917. Según la Oficina del Censo de los Estados Unidos, el municipio tiene una superficie total de 97.15 km², de la cual 96,31 km² corresponden a tierra firme y (0,86 %) 0,83 km² es agua.

## Demografía
Según el censo de 2010, había 3441 personas residiendo en el municipio de Adams. La densidad de población era de 35,42 hab./km². De los 3441 habitantes, el municipio de Adams estaba compuesto por el 98,58 % blancos, el 0,2 % eran afroamericanos, el 0,2 % eran amerindios, el 0,09 % eran asiáticos, el 0,15 % eran de otras razas y el 0,78 % eran de una mezcla de razas. Del total de la población el 1,1 % eran hispanos o latinos de cualquier raza.